# مروان شماخ
مروان شماخ (به انگلیسی: Marouane Chamakh) مهاجم فرانسوی-مراکشی کریستال پالاس است.
فوتبال خود را در سال ۲۰۰۰ میلادی و از باشگاه بوردو فرانسه آغاز کرد. او سپس به صورت بازیکن حرفه‌ای در فصل ۲۰۰۲/۲۰۰۳ به فوتبال خود در بوردو ادامه داد. شماخ در طی هشت فصلی که برای بوردو به میدان رفت توانست در فصل ۲۰۰۶/۲۰۰۷ قهرمانی جام حذفی فرانسه (Coupe de la ligue) و همچنین قهرمانی دوگانه لیگ ۱ و جام حذفی در فصل ۲۰۰۸/۲۰۰۹ را تجربه کند.
مروان شماخ بعد از سپری کردن دوره‌ای طولانی در بوردو، سرانجام در ماه مه ۲۰۱۰ با عقد قراردادی چهار ساله و به صورت بازیکن آزاد به آرسنال پیوست.
شماخ که والدینی مراکشی دارد، خود در شهر تونن فرانسه متولد شده‌است. او که می‌توانست برای تیم ملی فرانسه بازی کند اما بازی در تیم ملی مراکش را انتخاب کرد و در ژوئیه ۲۰۰۳ نیز اولین بازی ملی خود را برای مراکش انجام داد.